# Lisa De Leeuw
Lisa De Leeuw (* 3. Juli 1958 als Lisa Trego in Moline) ist eine ehemalige US-amerikanische Pornodarstellerin.

## Leben
Lisa De Leeuw stammt aus Moline (Illinois). Durch ihren Freund, der in Illinois ein Kino betrieb, in dem abends Erotikfilme gezeigt wurden, kam sie in ersten Kontakt mit der Pornobranche. Ihr erster eigener Film 800 Fantasy Lane erschien 1979 unter der Regie von Svetlana. Es folgten weiter sogenannte Swedish Erotica-Kurzfilme.
Zwischen 1978 und 1987 wirkte sie in mehr als 100 Pornofilmen mit. Ihre erfolgreichsten Titel waren Amanda by Night (1981), Garage Girls (1982), Up 'n Coming (1983) und Raw Talent (1984). Im Jahr 1987 beendete sie ihre Aktivitäten im Pornogeschäft, um fortan vor allem auf Tanzveranstaltungen aufzutreten.
Headpress 25 (2003) meldete, dass De Leeuw am 11. November 1993 an den Folgen einer HIV-Infektion verstorben sei.
Allerdings schrieb der Schriftsteller und Pornoproduzent David Jennings 2000 in seinem Buch Skinflicks: The Inside Story of the X-Rated Video Industry, in dem er die Auswirkungen von AIDS in der Pornoindustrie beschreibt: „Angeblich an AIDS verstorben erklärten Lisa De Leeuw und Brandy Alexandre, inzwischen nicht mehr im Pornogeschäft, sich lebendig und gesund“.

## Auszeichnungen
- 1981: CAFA Award als Best Supporting Actress für Amanda By Night
- 1982: CAFA Award als Best Supporting Actress für Blonde Heat (geteilt mit Sharon Mitchell)
- 1985: AVN Award als Best Supporting Actress – Film für Dixie Ray, Hollywood Star
- 1986: AVN Award als Best Supporting Actress für Raw Talent
- 1993: Aufnahme in die XRCO Hall of Fame
- Aufnahme in die AVN Hall of Fame
- AVN Award für On White Satin